# Linnaemya strigipes
Linnaemya strigipes là một loài ruồi trong họ Tachinidae.